# Adam Deadmarsh
Adam Richard Deadmarsh (* 10. Mai 1975 in Trail, British Columbia) ist ein ehemaliger US-amerikanisch-kanadischer Eishockeyspieler und -trainer, der im Verlauf seiner aktiven Karriere zwischen 1991 und 2003 unter anderem 672 Spiele für die Nordiques de Québec, Colorado Avalanche und Los Angeles Kings in der National Hockey League auf der Position des rechten Flügelstürmers bestritten hat. Seinen größten Karriereerfolg feierte Deadmarsh in Diensten der Colorado Avalanche mit dem Gewinn des Stanley Cups im Jahr 1996. Sein Cousin 2. Grades, Butch Deadmarsh, war ebenfalls professioneller Eishockeyspieler in der NHL und World Hockey Association (WHA).

## Karriere

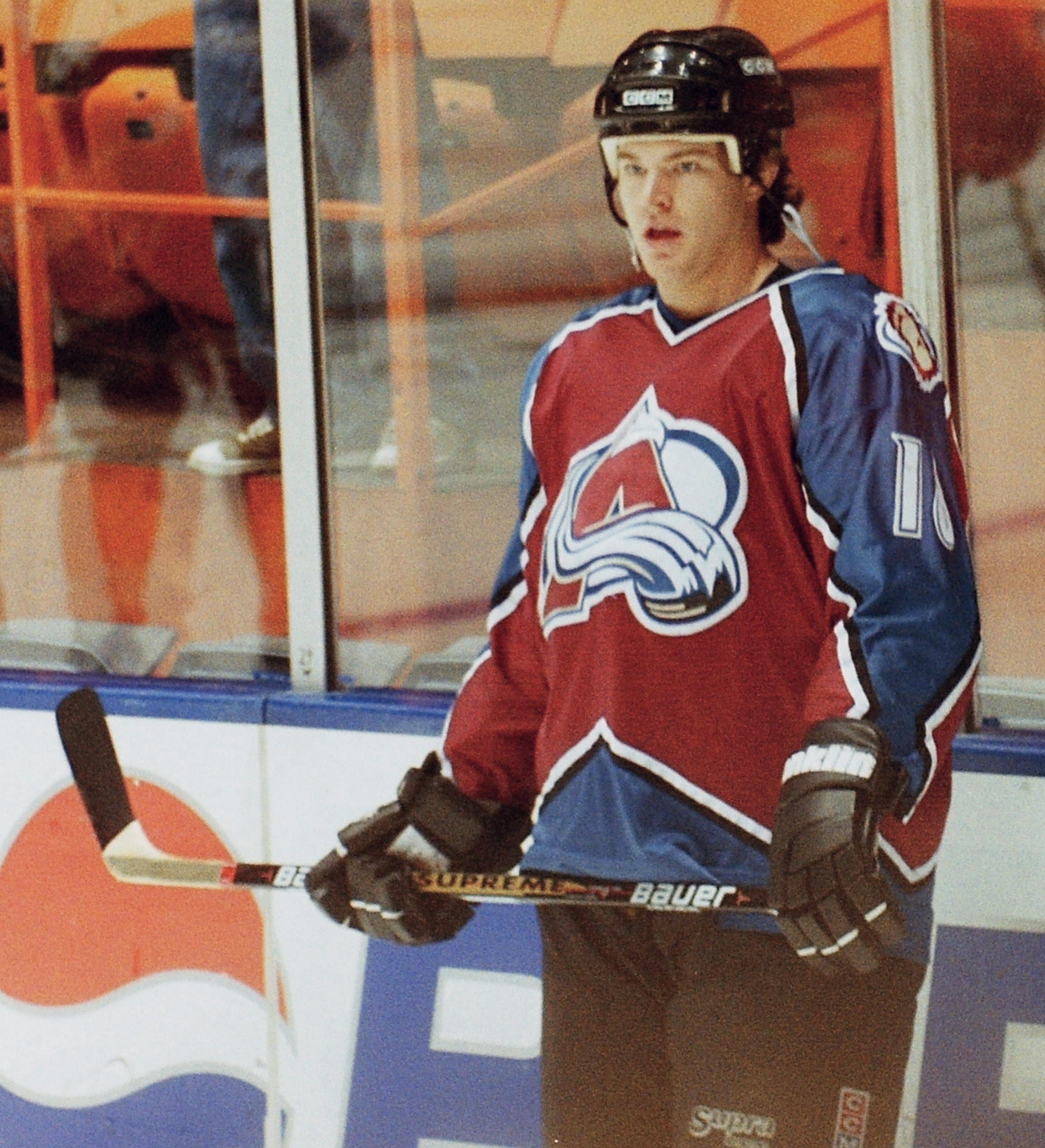
Deadmarsh im Trikot der Colorado Avalanche

Deadmarsh spielte zunächst vier Jahre von 1991 bis 1995 bei den Portland Winter Hawks in der Western Hockey League. Bereits in seinem Rookiejahr gelangen ihm in 68 Partien 60 Punkte. Diese Ausbeute konnte er in den folgenden zwei Spielzeiten steigern.
Nachdem ihn die Nordiques de Québec im NHL Entry Draft 1993 in der ersten Runde an 14. Gesamtposition ausgewählt hatten, holten sie ihn im Verlauf der Saison 1994/95 in den NHL-Kader. Zuvor hatte der rechte Flügelstürmer die Spielzeit bei seinem WHL-Klub verbracht, da sich der Start des NHL-Spieljahres aufgrund des Lockouts verzögert hatte. In seinem ersten Jahr bestritt Deadmarsh alle 48 Partien des franko-kanadischen Teams. Zur folgenden Saison zog das Franchise nach Denver um und spielte fortan als Colorado Avalanche. Auch in Colorado gehörte er zum Stammpersonal des Kaders und trug mit seinen 17 Punkten in 22 Playoff-Spielen maßgeblich zum ersten Stanley-Cup-Gewinn der Mannschaft bei. Mehr Aufmerksamkeit erlangte er aber dadurch, dass sein Name nach dem Cup-Gewinn falsch auf selbigen eingraviert wurde. Das fälschlicherweise eingravierte Deadmarch wurde später korrigiert, womit er der erste Spieler der NHL-Geschichte war, dessen Namensschreibweise nachträglich verbessert wurde. Deadmarsh blieb auch die folgenden vier Spielzeiten in Colorado und war mit 40 bis 60 Punkten pro Saison einer der zuverlässigsten Punktesammler im Team.
Als die Avalanche im Verlauf der Saison 2000/01 den zweiten Cup-Gewinn anvisierte, wurde er gemeinsam mit Aaron Miller, Jared Aulin und zwei Erstrunden-Draft-Picks im Austausch für Rob Blake und Steven Reinprecht zu den Los Angeles Kings transferiert. Die Spielzeit 2001/02 schloss Deadmarsh mit einer Karrierebestmarke von 62 Punkten in 76 Spielen ab, doch die folgende Spielzeit endete für ihn bereits im Dezember nach nur 20 Spielen. Die zwei erlittenen Gehirnerschütterungen führten dazu, dass er den Rest der Saison 2002/03 und die gesamte Spielzeit 2003/04 ausfiel. Nachdem er auch in der durch einen erneuten Lockout ausgefallenen NHL-Spielzeit 2004/05 nicht wieder auf die Beine gekommen war, beendete er am 22. September 2005 seine Karriere. Am 20. März 2006 wurde er vor einem Spiel zwischen den Los Angeles Kings und der Colorado Avalanche geehrt.
Nach seinem Karriereende war er von 2009 bis 2011 als Video/Development Coach bei der Colorado Avalanche tätig, ehe Deadmarsh nach dem Weggang von Steve Konowalchuk im Juni 2011 zum Assistenztrainer unter Joe Sacco befördert wurde. Nach einer Saison trat er von dieser Position aus persönlichen Gründen zurück.

### International
Deadmarsh, der Sohn eines Kanadiers und einer US-Amerikanerin, entschied sich mit seiner doppelten Staatsbürgerschaft für die US-amerikanische Nationalmannschaft zu spielen, da er dort größere Chancen auf eine Berufung in den Nationalkader sah. Er lief so bei den Junioren-Weltmeisterschaften 1993, 1994 und 1995 für das US-Team auf, konnte dabei jedoch keine Medaille erringen. Im Seniorenbereich spielte er beim World Cup of Hockey 1996 sowie den Olympischen Winterspielen 1998 und 2002. Beim World Cup gewann er die Goldmedaille und bei den Winterspielen in Salt Lake City die Silbermedaille. In beiden Finalspielen traf er dabei auf sein Geburtsland Kanada.

## Erfolge und Auszeichnungen
- 1996 Stanley-Cup-Gewinn mit der Colorado Avalanche

### International
- 1996 Goldmedaille beim World Cup of Hockey
- 2002 Silbermedaille bei den Olympischen Winterspielen

## Karrierestatistik

### International
Vertrat die USA bei:
| - U20-Junioren-Weltmeisterschaft 1993 - U20-Junioren-Weltmeisterschaft 1994 - U20-Junioren-Weltmeisterschaft 1995 | - World Cup of Hockey 1996 - Olympischen Winterspielen 1998 - Olympischen Winterspielen 2002 |

(Legende zur Spielerstatistik: Sp oder GP = absolvierte Spiele; T oder G = erzielte Tore; V oder A = erzielte Assists; Pkt oder Pts = erzielte Scorerpunkte; SM oder PIM = erhaltene Strafminuten; +/− = Plus/Minus-Bilanz; PP = erzielte Überzahltore; SH = erzielte Unterzahltore; GW = erzielte Siegtore; 1 Play-downs/Relegation; Kursiv: Statistik nicht vollständig)